# 中央州 (ケニア)

中央州の位置

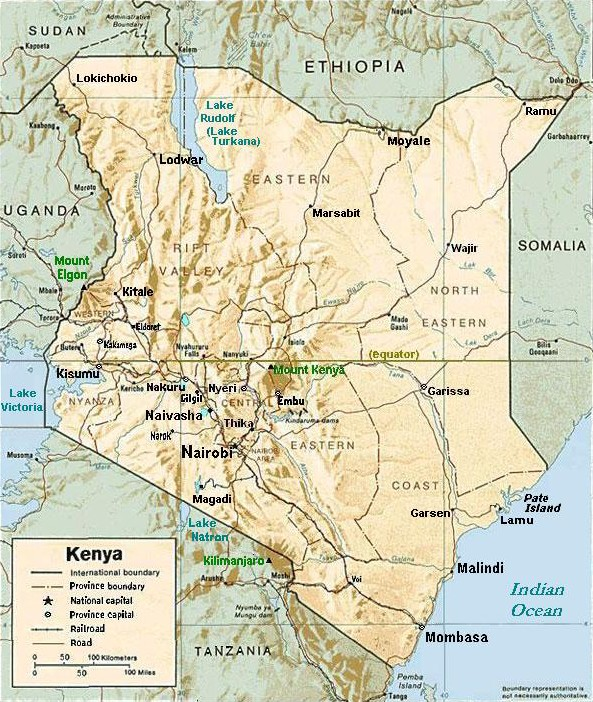
ケニア中央州は首都ナイロビの北郊からケニア山麓にいたる。

中央州（ちゅうおうしゅう、スワヒリ語：Mkoa wa Kati）は、ケニア中南部の州。州都はニエリ。2009年の人口は438万3743人。面積は1万3164km2で、2009年の人口密度は333人/km2。

## 人口[1]
- 1979年8月24日：234万5833人
- 1989年8月24日：311万6703人
- 1999年8月24日：372万4159人
- 2009年8月24日：438万3743人

## 隣接州
- 東：東部州
- 南：ナイロビ州
- 西：リフトバレー州

## 民族
GEMAと総称されるケニアにおけるバントゥー系民族の故郷である。

## 気候
高地にあるため他の州と比較すると冷涼である。
3月初頭から5月と10月及び11月の2度の雨期があり降雨は安定している。
中央州はケニアの主要輸出品の一つであるコーヒーの主な産地である。
ケニアの日用品の多くもこの州で生産される。

## 地域区分
| 番号 | カウンティ名 | スワヒリ語 | 面積(km2) | 2009年の人口 | 政府所在地        |
| ---- | ------------ | ---------- | --------- | ------------ | ----------------- |
| 18   | ニャンダルア | Nyandarua  | 3,107.7   | 596,268      | オル・カロウ      |
| 19   | ニエリ       | Nyeri      | 2,361.0   | 693,558      | ニエリ            |
| 20   | キリニャガ   | Kirinyaga  | 1,205.4   | 528,054      | ケルゴヤ/クトゥス |
| 21   | ムランガ     | Murang'a   | 2,325.8   | 942,581      | ムランガ          |
| 22   | キアンブ     | Kiambu     | 2,449.2   | 1,623,282    | キアンブ          |

## 歴史
この地域の住民の多くは17世紀に移民したと信じられている東方のバントゥー系の子孫である。
この地域に住むのは現在のキクユ族、エンブ族、メル族である。
イギリスによるケニアの植民地支配により、この地域の大半は「白人高地」と呼ばれた入植者の農園に組込まれた。
従って、この地に対し先祖からの権利を持っていると主張した地域の共同体からの多くの政治的活動が起った。
これは1950年代に頂点に達した。
マウマウ団の乱に際しこの領域は非常事態下に置かれ、多くの著名な政治指導者が逮捕された。

## 主要都市
人口はサガナが2014年、それ以外が2009年の値。
- ルイル：23万6961人
- キクユ (ケニア)：19万208人
- シカ (ケニア)（英語版）：13万6576人
- カルリ（英語版）：9万9739人
- キアンブ（英語版）：7万6093人
- ニエリ：6万3626人
- リムル（英語版）：6万1336人
- ジュジャ（英語版）：4万446人
- ムランガ（英語版）：2万3949人
- ワングル（英語版）：1万7626人
- ケルゴヤ+クトゥス：1万6369人
- サガナ（英語版）：1万3000人
- ギスングリ（英語版）：1万7人

## 著名人

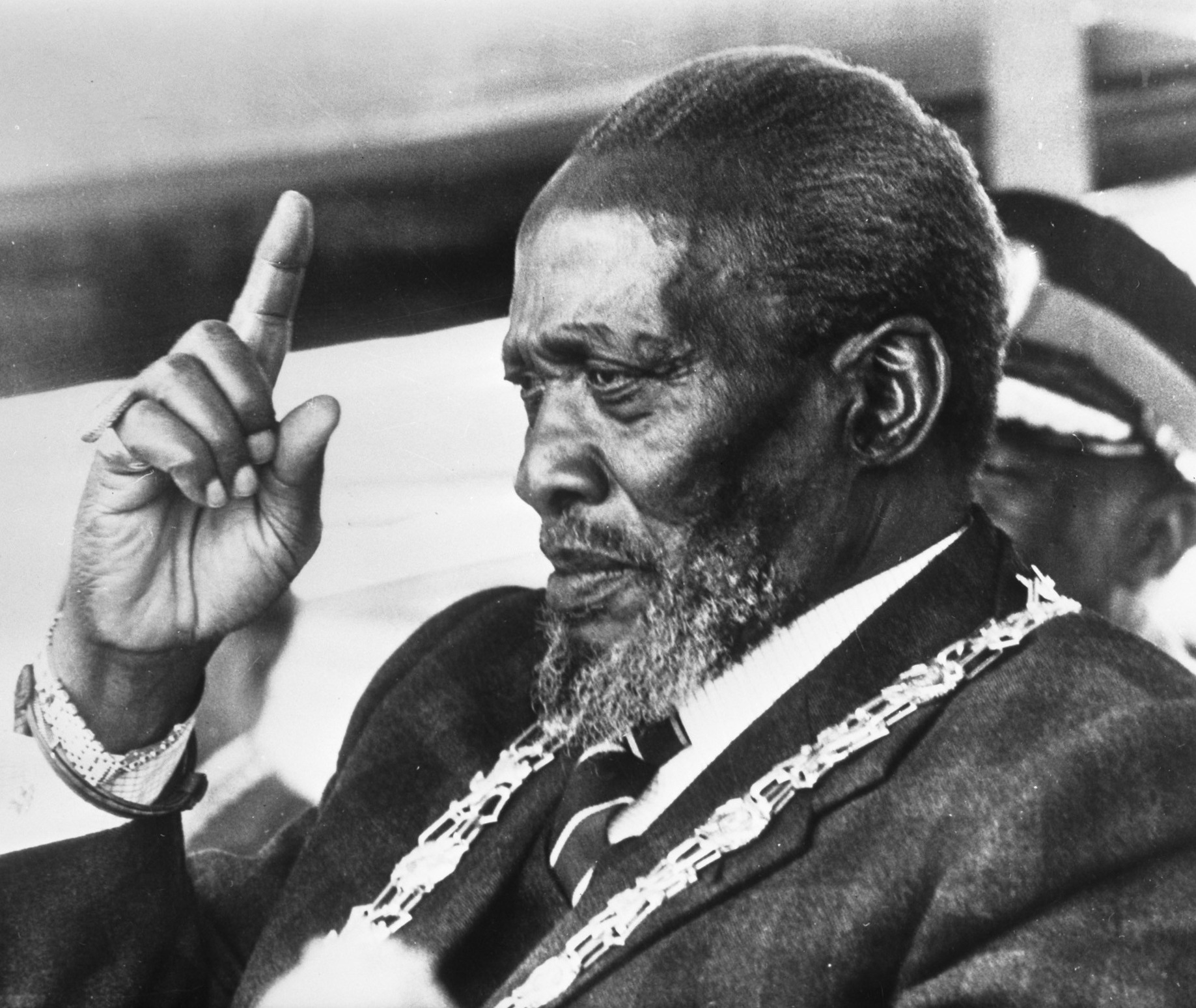
ジョモ・ケニヤッタ

- ジョモ・ケニヤッタ(Jomo Kenyatta)
  - 1893年10月20日～1978年8月22日
  - 初代首相(1963年12月12日～1964年12月12日)
  - 初代大統領(1964年12月12日～1978年8月22日)

- ムワイ・キバキ(Mwai Emilio Stanley Kibaki)
  - 1931年11月15日～
  - 1965年～1969年：商工大臣
  - 1969年～1974年：財務・経済計画大臣
  - 1978年～1981年：副大統領兼財務大臣
  - 1982年～1988年：副大統領兼内務大臣
  - 1988年～1991年：副大統領兼厚生大臣
  - 2002年12月30日～2013年4月9日：第3代大統領

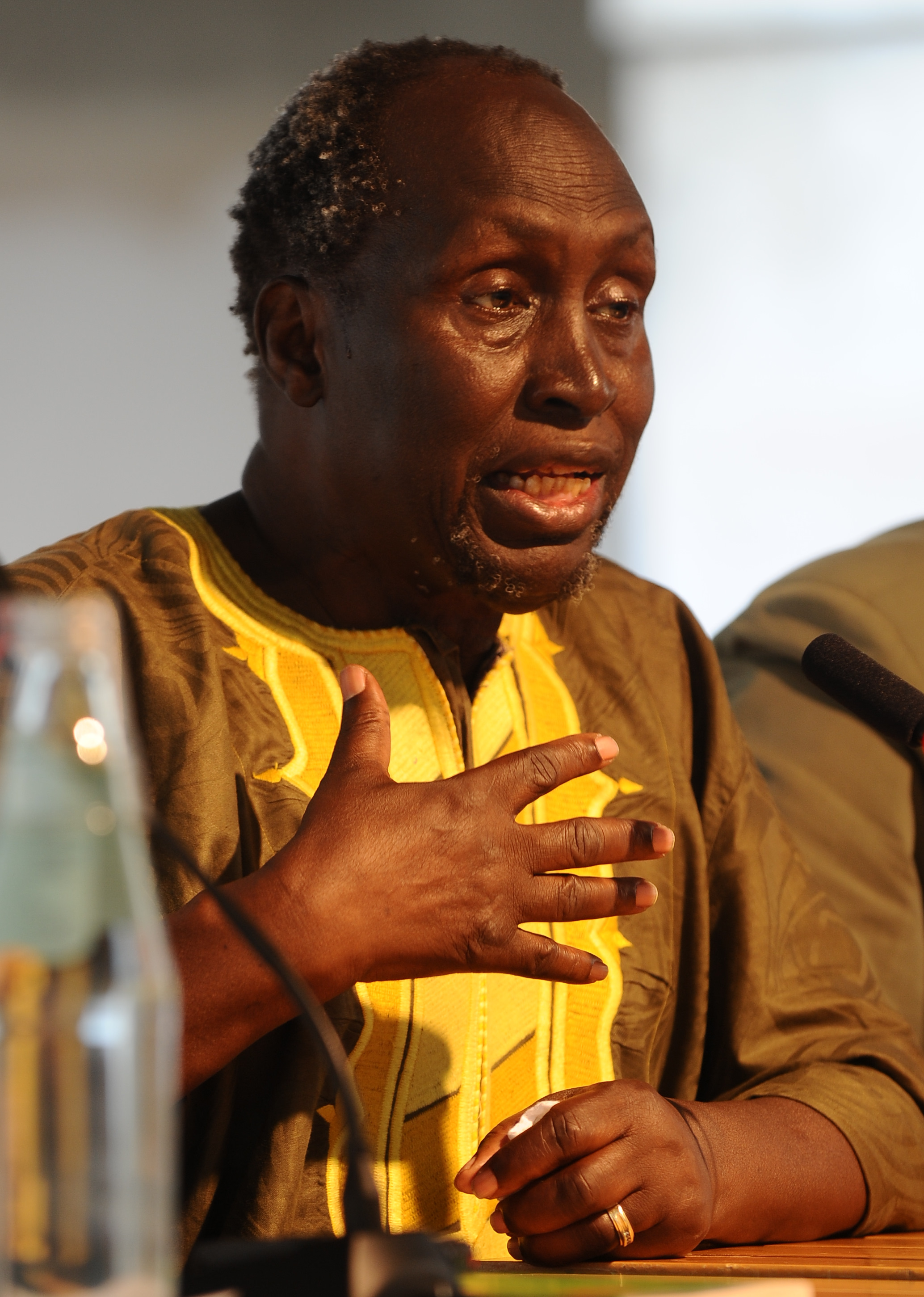
グギ・ワ・ジオンゴ

- グギ・ワ・ジオンゴ(Ngũgĩ wa Thiong'o)
  - 1938年1月5日～
  - 作家
  - 代表作「したい時に結婚するわ」

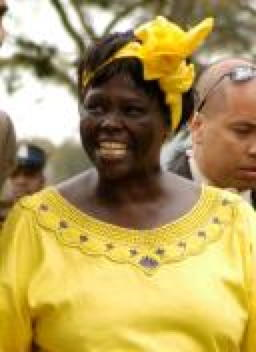
ワンガリ・マータイ

- ワンガリ・マータイ(Wangari Muta Maathai)
  - 1940年4月1日～2011年9月25日
  - 環境保護活動家・政治家・ナイロビ大学初の女性教授
  - 関西学院大学・早稲田大学・青山学院大学・お茶の水女子大学名誉博士
  - MOTTAINAI
  - 1984年：ライト・ライブリフッド賞を受賞
  - 1991年：ゴールドマン環境賞を受賞
  - 2004年：アフリカ人女性初のノーベル平和賞を受賞
  - 2004年：ソフィー賞を受賞
  - 2006年：レジオンドヌール勲章を受章
  - 2007年：インディラ・ガンディー賞を受賞
  - 2009年：旭日大綬章を受章

- ウフル・ケニヤッタ(Uhuru Muigai Kenyatta)
  - 1961年10月26日～
  - 第4代大統領(2013年4月9日～

- ジョン・ヌグギ(John Ngugi Kamau)
  - 1962年5月10日～
  - ケニア代表の5000m・クロスカントリー選手
    - 1985年：アフリカ陸上選手権(エジプト・カイロ)銅メダル(5000m)
    - 1986年：世界クロスカントリー選手権大会(スイス・ヌーシャテル)金メダル
    - 1987年：世界クロスカントリー選手権大会(ポーランド・ワルシャワ)金メダル・アフリカ競技大会(ケニア・ナイロビ)金メダル(5000m)
    - 1988年：世界クロスカントリー選手権大会(ニュージーランド・オークランド)金メダル・ソウル五輪1988金メダル(5000m)
    - 1989年：世界クロスカントリー選手権大会(ノルウェー・スタバンゲル)金メダル・アフリカ陸上競技選手権大会(ナイジェリア・ラゴス)金メダル(5000m)
    - 1990年：コモンウェルスゲームズ (ニュージーランド・オークランド)銀メダル(5000m)
    - 1992年：世界クロスカントリー選手権大会(アメリカ・ボストン)金メダル

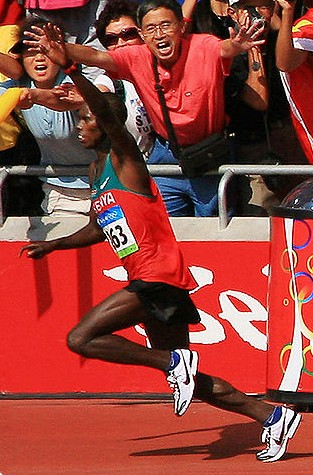
サムエル・ワンジル(2008年)

- サムエル・ワンジル(Samuel Kamau Wanjiru)
  - 1986年11月10日～2011年5月15日
  - ケニア代表のマラソン選手
    - 2007年：福岡国際マラソン金メダル
    - 2008年：ロンドンマラソン銀メダル・北京五輪2008金メダル
    - 2009年：ロンドンマラソン金メダル・シカゴマラソン金メダル
    - 2010年：シカゴマラソン金メダル

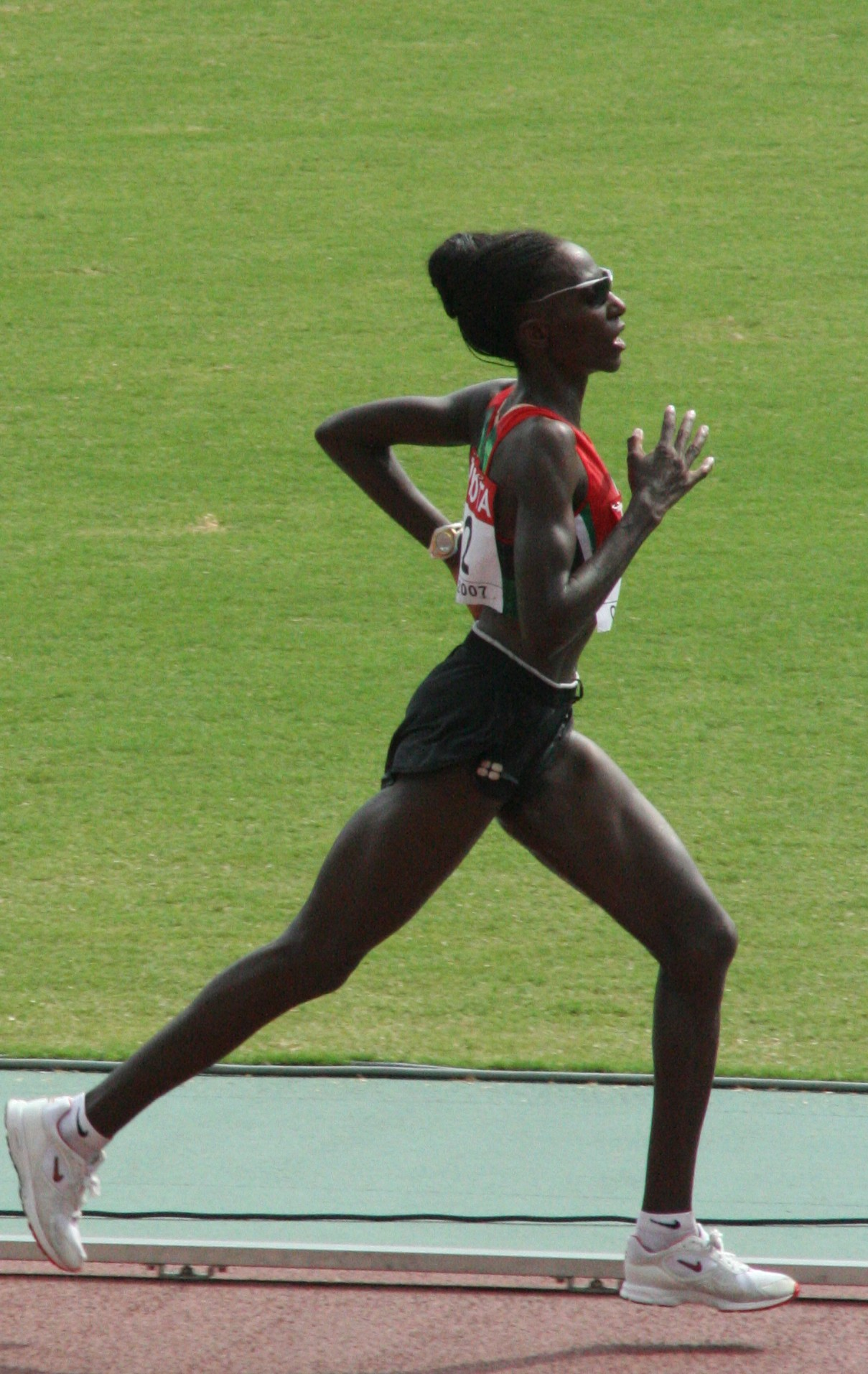
キャサリン・ヌデレバ(2007年)

- キャサリン・ヌデレバ(Catherine Ndereba)
  - 1972年7月21日～
  - ケニア代表の女子マラソン選手
    - 1999年：シカゴマラソン銀メダル
    - 2000年：ボストンマラソン金メダル、シカゴマラソン金メダル
    - 2001年：ボストンマラソン金メダル、シカゴマラソン金メダル
    - 2002年：ボストンマラソン銀メダル、シカゴマラソン銀メダル
    - 2003年：ロンドンマラソン銀メダル、世界陸上パリ2003金メダル、ニューヨーク市マラソン銀メダル
    - 2004年：ボストンマラソン金メダル、アテネ五輪2004銀メダル
    - 2005年：ボストンマラソン金メダル、世界陸上2005ヘルシンキ銀メダル
    - 2006年：大阪国際女子マラソン金メダル、ニューヨーク市マラソン銅メダル
    - 2007年：大阪国際女子マラソン金メダル
    - 2008年：北京五輪2008銀メダル
    - 2009年：横浜国際女子マラソン銅メダル
    - 2011年：北京国際マラソン銅メダル

## 脚註
1. ↑  City Population[リンク切れ](閲覧日：2016年9月26日)
2. ↑  伊部正之「黒アフリカにおける移動労働制度 : 植民地的賃労働に関する一考察」『商學論集』第39巻第2号、福島大学経済学会、1970年10月、1-46頁、CRID 1050564287480897536、hdl:10270/202、ISSN 0287-8070。
3. ↑  City Population[リンク切れ](閲覧日：2016年9月26日)
4. ↑  Nyandarua County – Kenya(閲覧日：2016年9月26日)
5. ↑  Nyeri County – Kenya(閲覧日：2016年9月26日)
6. ↑  Kirinyaga County – Kenya(閲覧日：2016年9月26日)
7. ↑  Muranga County – Kenya(閲覧日：2016年9月26日)
8. ↑  Kiambu County – Kenya(閲覧日：2016年9月26日)

座標: 南緯0度45分 東経37度00分 / 南緯0.750度 東経37.000度